# Glaswand
Die Glaswand ist ein zur Benediktenwandgruppe zugehöriger Bergkamm in den Bayerischen Voralpen. Im Gegensatz zum weithin bekannten östlichen Nachbarn, der Benediktenwand, ist die Glaswand ein selten besuchter und nur weglos erreichbarer Gipfel. Über den Kamm der Glaswand verläuft die Gemeindegrenze zwischen Jachenau im Süden und Benediktbeuern im Norden; auf dem westlichen Nebengipfel 1439 m ü. NHN außerdem der Tripelpunkt zur Gemeindegrenze zu Kochel am See.

## Topographie
Der Kamm der Glaswand zieht sich von Westen nach Osten und ist durch die Glaswandscharte von der Benediktenwand getrennt. Die Südseite fällt zunächst steil, aber bewaldet ab, bis sie in einen Bergrücken mit sanfterer Neigung zur Achalaalm (1265 m) hin übergeht, welcher den Staffelbach vom Glasbach trennt. Die Nordseite fällt steil mit der markanten Felswand ab, auf welche sich der Name bezieht. Alle Zustiege sind weglos über die Südflanke oder den Kamm.

## Etymologie
Der Name Glaswand leitet sich vom Ausdruck „Nikolauswand“ ab. Der heilige Nikolaus ist der Patron der Kirche St. Nikolaus in Jachenau. Im Jachenauer Sprachgebrauch heißt der Nikolaus Kloas. So wurde aus der Nikolauswand die Kloaswand, die bei den Aufnahmen um 1810 in Glaswand „verhochdeutscht“ und zugleich alternativ als Aerzwand bezeichnet wurde.

## Galerie

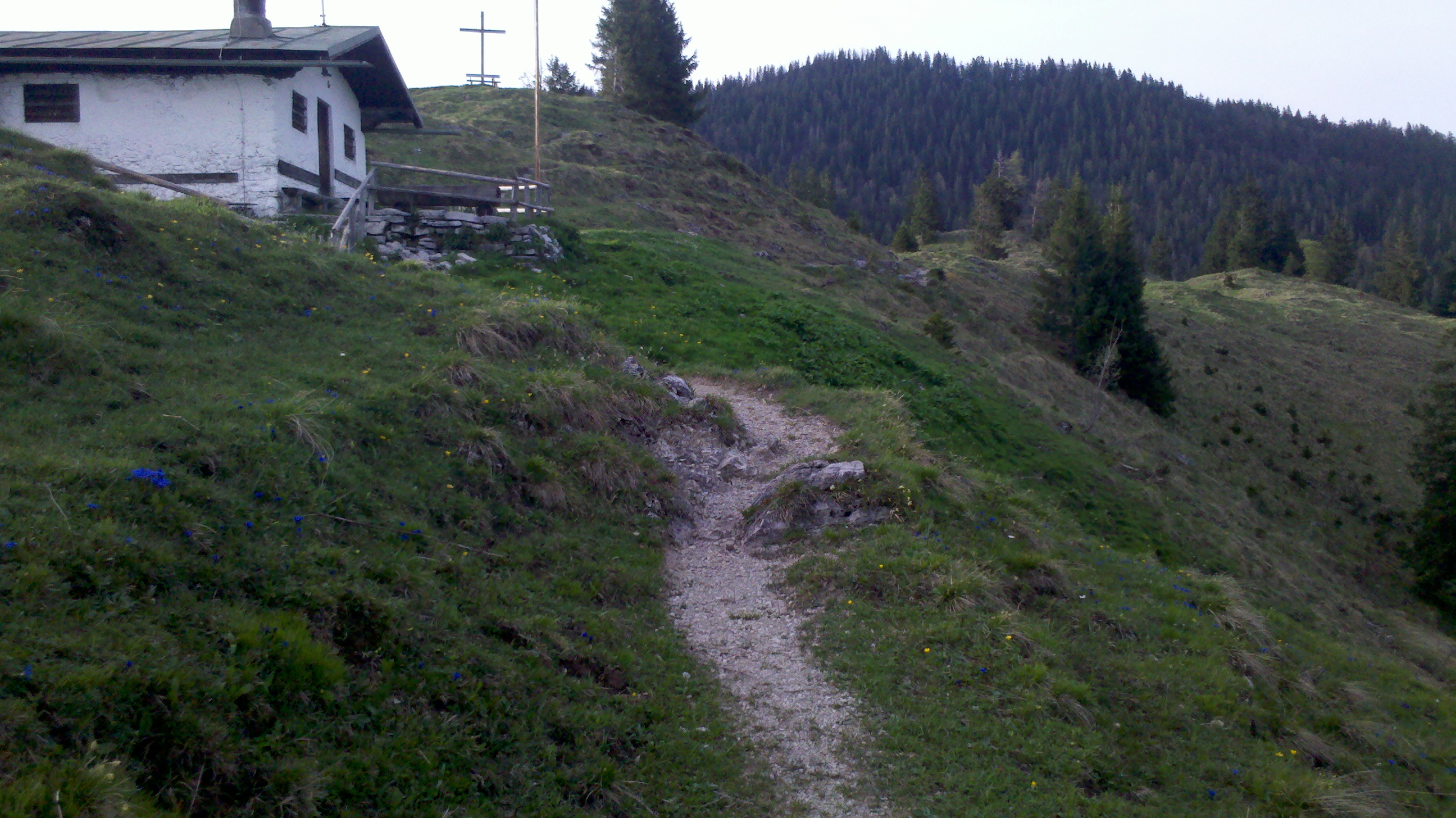
Achalaalm mit Glaswand südseitig im Hintergrund